# Майк Перрі
Майк Перрі (англ. Mike Perry; нар. 15 вересня 1991, Флінт, Мічиган, США) — американський професійний боєць змішаних бойових мистецтв і боксер голими кулаками, який виступає в середній ваговій категорії за Bare Knuckle Fighting Championship (BKFC). Перрі також брав участь в Абсолютному бійцівському чемпіонаті (UFC) 15 разів.

## Ранні роки
Народився у Флінті, штат Мічиган, 15 вересня 1991 року. Більшу частину життя навчався у школах між Мічиганом і Флоридою. Він сказав: «[У Мічигані] я був одним із, мабуть, 10 білих дітей у всій школі, тому наді мною часто знущалися. Те ж саме було в інших школах. Я б не відступив, тому потрапляв у бійки». Ця нестабільність привела його до наркотиків, домашнього арешту, порушення умовного терміну та в'язниці. Почав тренування з боксу в 11 років. Після звільнення з в'язниці за крадіжку зі зломом влаштувався тренером у тренажерному залі UFC у Вінтер-Спрінгс, штат Флорида. Його робота тренера привела до кар'єри бійця.

## Змішані бойові мистецтва

### Рання кар'єра
Дебютував як професіонал у вересні 2014 року, провівши 11 аматорських боїв з результатом 8–3. Брав участь у кількох регіональних зустрічах на території США. Трохи менше ніж за два роки провів 9 боїв, здобуваючи перемогу нокаутом/технічним нокаутом.

### Ultimate Fighting Championship

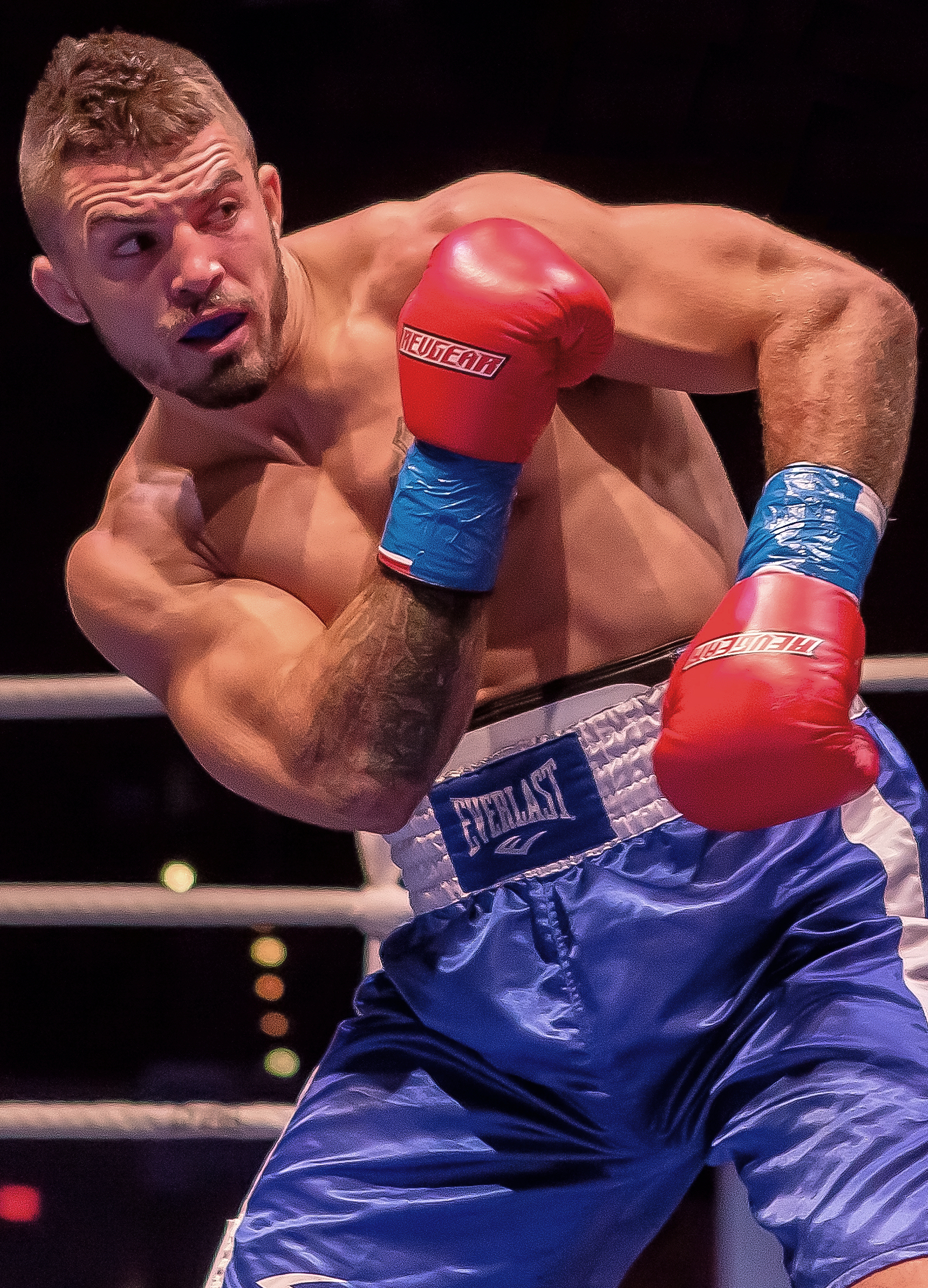
Майк Перрі на дебютній зустрічі проти Кеннета Макніла на «Island Fights 33» у Пенсаколі, штат Флорида, березень 2015 року

#### 2016 рік
20 серпня 2016 року на UFC 202 дебютував в UFC проти Ліма Хюн Гю після того, як Султан Алієв відмовився від участі через травму. Під час офіційного зважування Перрі імітував рукостискання з Лімом, а потім підняв руки, крикнувши йому: «Ти думав, що маєш друга, хлопче!». Він переміг Ліма технічним нокаутом у першому раунді.
Перед боєм Алекс Ніколсон вигукнув: «Він навіть не може відкрити своїх довбаних очей». За це його звинуватили в расизмі, оскільки Лім кореєць.
8 жовтня 2016 року зустрівся з Денні Робертсом на UFC 204. На офіційному зважуванні Перрі відкусив плитку шоколаду, а потім сказав супернику, що збирається з'їсти його живцем. Перрі переміг нокаутом наприкінці третього раунду. Рефері Марк Годдард зупинив бій із запізненням, перепросивши після події.
17 грудня 2016 року зустрівся з Аланом Джубаном на UFC on Fox 22. Під час офіційного зважування Перрі сфотографував Джубана на Polaroid, а потім спробував віддати фотографію, але суперник відштовхнув рукою, а Перрі агресивно вдавав рух у його бік, висолопивши язика. Перрі програв бій одноголосним рішенням суддів.

#### 2017 рік
22 квітня 2017 року зустрівся з Джейком Елленбергером на UFC Fight Night 108. Перрі переміг нокаутом у другому раунді, а також отримав 50 000 доларів США за «Бій вечора».
Очікувалося, що Перрі зустрінеться з Тіаго Алвесом 16 вересня 2017 року на UFC Fight Night 116. Алвеса зняли з заходу та замінили Алексом Реєсом. Перрі виграв бій нокаутом у першому раунді й отримав визнання «Бій вечора».
16 грудня 2017 року зустрівся з Сантьяго Понциніббіо на UFC on Fox: Ловлер проти дос Аньос. Перрі програв бій одноголосним рішенням суддів.

#### 2018 рік
24 лютого 2018 року зустрівся з Максом Гріффіном на UFC on Fox: Еммет проти Стівенса. Він програв бій одноголосним рішенням суддів.
Очікувалося, що Перрі зустрінеться з Янсі Медейросом 7 липня 2018 року на UFC 226. Однак 27 червня Медейрос відмовився від бою через травму ребра. Наступного дня оголосили, що суперником Перрі став Пол Фелдер. Перрі виграв бій роздільним рішенням суддів.
10 листопада 2018 року зустрівся з Дональдом Серроне на UFC Fight Night 139. Перрі програв бій.

#### 2019 рік
Після бою з Серроне Перрі підписав новий контракт на чотири бої з UFC і зустрівся з Алексом Олівейрою 27 квітня 2019 року на UFC Fight Night: Jacaré vs. Hermansson. Він переміг одноголосним рішенням суддів. Перемога також принесла Перрі його першу відзнаку «Бій вечора».
10 серпня 2019 року зустрівся з Вісенте Луке на UFC на ESPN+ 14. Він програв бій роздільним рішенням суддів, хоча й отримав відзнаку «Бій вечора». Очікувалося, що до кінця 2019 року Перрі не буде брати участь у змаганнях через операцію обличчі після бою з Луке.
14 грудня 2019 року на UFC 245 зустрівся з Джеффом Нілом у першому бою за своїм новим контрактом із чотирьох боїв. Перрі програв бій технічним нокаутом у першому раунді, це стало першою поразкою нокаутом в його кар'єрі.

#### 2020 рік
27 червня 2020 року зустрівся з Міккі Галлом на UFC на ESPN: Пор'є проти Гукера. Перрі виграв бій одноголосним рішенням суддів.
Очікувалося, що 21 листопада 2020 року Перрі зустрінеться з Роббі Ловлером на UFC 255. Однак Ловлер відмовився від бою наприкінці жовтня, покликавшись на травму. Натомість Перрі провів матч з Тімом Мінсом на тому ж заході. Під час зважування 20 листопада вага Перрі становила 175,5 фунтів, що перевищувало межу (171,0 фунтів), за що Перрі отримав штраф. Перрі програв бій одноголосним рішенням суддів.

#### 2021 рік
10 квітня 2021 року зустрівся з Деніелом Родрігесом на UFC on ABC 2. Перрі програв бій одноголосним рішенням суддів.

## Бокс голими кулаками
26 жовтня 2021 року оголосили, що Майк Перрі підписав контракт з Bare Knuckle Fighting Championship (BKFC) після закінчення терміну його контракту з UFC.
27 листопада 2021 року зустрівся з боксером Майклом Сілзом. Перрі виграв бій роздільним рішенням суддів.
19 лютого 2022 року дебютував у середній вазі проти Джуліана Лейна на Bare Knuckle Fighting Championship: Knucklemania 2. Здолавши Лейна в першому раунді, Перрі виграв бій одноголосним рішенням суддів, а також отримав нагороду «Бій ночі».
20 серпня 2022 року зустрівся з ветераном ММА Bellator Майклом Пейджем на Bare Knuckle Fighting Championship 27: London. Після того, як перші п'ять раундів завершилися нічиєю, Перрі виграв шостий раунд і виграв бій рішенням більшості.
29 квітня 2023 року зустрівся з колишнім чемпіоном UFC у середній вазі Люком Рокхолдом на Bare Knuckle Fighting Championship 41: Colorado та переміг технічним нокаутом, коли Рокхолд зійшов під час бою.
2 грудня 2023 року зустрівся з колишнім чемпіоном UFC у легкій вазі Едді Альваресом за символічне звання «Короля насильства» на BKFC 56. Перрі переміг технічним нокаутом.
27 квітня 2024 року у Лос-Анджелесі зустрівся з колишнім чемпіоном BKFC у середній вазі Тіаго Алвесом на BKFC Knucklemania IV. Перрі переміг нокаутом у першому раунді.

## Грепплінг

### Submission Underground
23 лютого 2020 року зустрівся з Елом Яквінтою на змаганні з грепплінгу Чейла Соннена Submission Underground 11, на якому Перрі здобув перемогу.

## Бокс
28 березня 2015 року провів свій дебютний бій у професійному боксі проти Кеннета Макніла. Перрі програв бій нокаутом у 4-му раунді.
27 листопада 2021 року зустрівся з професійним боксером Майклом Сілзом у «Triller Triad Combat», у якому бійці змішаних бойових мистецтв зустрічалися з боксерами на трикутному рингу. Перрі переміг за роздільним рішенням суддів.
Був резервним бійцем у боксерському бою Джейка Пола проти Томмі Ф'юрі 26 лютого 2023 року.
Був резервним бійцем у боксерському бою Логан Пол проти Діллона Деніса 14 жовтня 2023 року.
11 червня 2024 року повідомлялося, що Перрі має зустрітися з Джейком Полом у професійному боксерському поєдинку 20 липня 2024 року після того, як Майку Тайсону, початковому супернику Джейка Пола, довелося відкласти бій. 18 червня 2024 року бій Джейка Пола проти Майка Перрі було підтверджено на 20 липня у Тампі. Перрі програв бій технічним нокаутом у шостому раунді.

## Ділові інтереси
19 липня 2024 року стало відомо, що Перрі запустив боксерську організацію «Dirty Boxing Championship», яка поєднуватиме елементи змішаних бойових мистецтв, боксу та муай-тай.

## Особисте життя
2019 року одружився з професійною тенісисткою Даніель Нікерсон після п'яти років стосунків. 2020 року пара розлучилася. У червні 2020 року під час бою проти Міккі Галла у кутку Перрі перебувала лише його дівчина Латорі Гонсалес. 6 січня 2021 року вона народила первістка.

## Суперечності

### Самооборона в Орландо
У новорічну ніч 2016 року Перрі брав участь у сварці в Орландо, штат Флорида. Незнайомець нібито підійшов до дівчини Перрі. Перрі попросив облишити їх, але чоловік вдарив Перрі, на що той відповів лівим хуком, який залишив нападника без свідомості.

### Расові образи
Перрі зазнав критики за вживання расистських слів. У відповідь на скарги щодо вживання ним слова «ніґґер» Перрі опублікував відео в соціальних мережах, у якому заявив, що тест ДНК показав, що на 2 % африканського походження. Перрі публічно перепросив за минуле вживання слова на н і пообіцяв більше не робити так, мотивуючи своїм бажанням подати кращий приклад синові.

### Інцидент у техаському ресторані
У липні 2020 року поліціянти допитали Перрі у зв'язку з інцидентом у ресторані в Лаббоку, штат Техас, де на трьох людей вчинили напад. На відео з ресторану видно як літній чоловік і Перрі ведуть гостру суперечку. Чоловік кинувся на Перрі, і той вдарив його правою рукою. На момент прибуття поліції чоловік був без свідомості та його ушпиталили. Перрі звинуватили в нападі класу А, проступку. Перрі сказав, що його дії були відповіддю на фізичний контакт. Повідомлялося, що тоді Перрі також напав на співробітника ресторану, вступив у фізичну сварку з жінкою та неодноразово вживав расове образливе слово «ніґґер».

### Звинувачення в домашньому насильстві
20 жовтня 2020 року колишня дружина Даніель Нікерсон дала інтерв'ю галузевому вебсайту MMA Junkie, у якому вона описала неодноразові випадки словесного та фізичного насильства з боку Перрі. Нікерсон стверджувала, що у лютому 2020 року Перрі посварився з жінкою в барі, що його розлютило. Вдома Перрі зігнав злість на дружині: повалив її на землю та наніс серію ударів, які залишили синці на обличчі. Після інциденту мати Перрі, Сабра Янг, забрала Нікерсон і відвезла до себе. Перрі прибув до помешкання матері, але та не пустила і подзвонила 911. Нікерсон також розповіла про випадок, коли Перрі вдарив її в лоб, залишивши гематому. Зі слів Нікерсон, насильство стало настільки серйозним, що вона подала на обмежувальний припис проти Перрі після розірвання їхніх романтичних стосунків. Перрі заперечив звинувачення, і ніяких офіційних звинувачень не висувалось.